# Biruta Fąfrowicz
Biruta Aniela Ewa Fąfrowicz, z d. Tomaszunas (ur. 19 kwietnia 1926 w Lublinie, zm. 2 kwietnia 2018 w Jastkowie) – polska lekarka, specjalistka ftyzjatrii i chorób płuc, profesor doktor habilitowana.

## Życiorys
Córka lekarza Zygmunta Tomaszunasa, jej dziadek Franciszek pochodził z Kowna. Dzieciństwo spędziła w Parczewie. Po śmierci ojca rodzina przeniosła się do Lublina, podczas okupacji hitlerowskiej uczyła się w Chemische Fachschule oraz na tajnych kompletach, równocześnie pracowała w zorganizowanej przez Niemców Staatsbibliothek. W 1943 zdała maturę konspiracyjną w gimnazjum im. Zamojskiego. W 1950 ukończyła studia w Akademii Medycznej w Lublinie. W 1951 otrzymała stopień doktora nauk medycznych w Akademii Medycznej w Białymstoku, w 1969 stopień doktora habilitowanego w Pomorskiej Akademii Medycznej w Szczecinie.
W latach 1976–1996 była kierownikiem Kliniki Chorób Płuc i Gruźlicy Akademii Medycznej w Lublinie. W 1984 otrzymała tytuł profesora nauk medycznych.
Była członkiem Polskiego Towarzystwa Ftyzjopneumatycznego (od 2006 działającego jako Polskie Towarzystwo Chorób Płuc), wchodziła w skład jego Zarządu Głównego oraz Komisji Rewizyjnej.

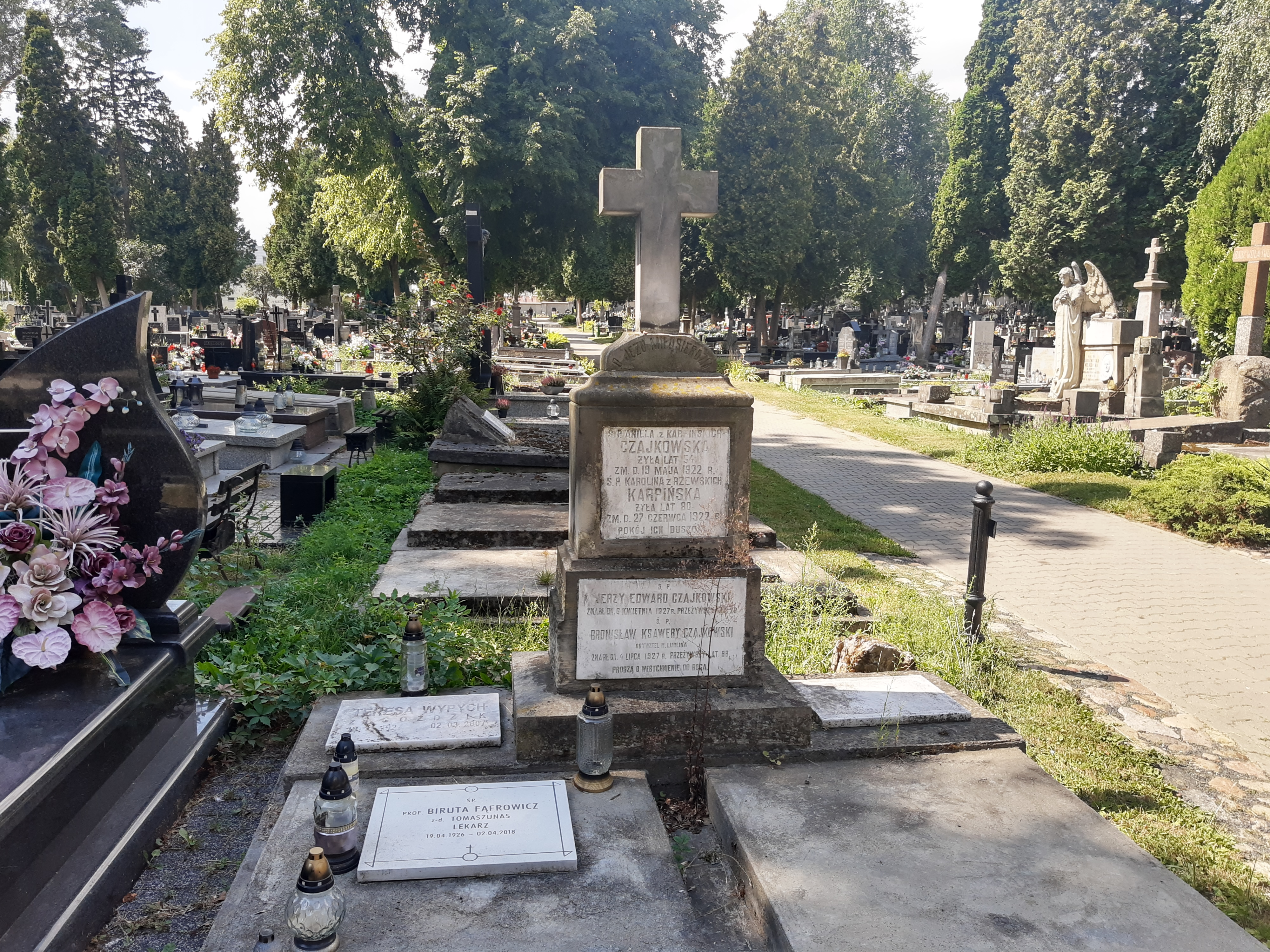
Grób prof. Biruty Fąfrowicz na cmentarzu przy ulicy Lipowej

Jest pochowana na cmentarzu przy ulicy Lipowej w Lublinie.

## Odznaczenia
- Medal Komisji Edukacji Narodowej[3]
- Złoty Krzyż Zasługi[3]
- Krzyż Kawalerski Orderu Odrodzenia Polski[3]